# Julius Neubronner
Julius Gustav Neubronner (8 de febrero de 1852, Kronberg im Taunus, Ducado de Nassau, 17 de abril de 1932) fue un boticario alemán, inventor, fundador y pionero de la fotografía y el cine amateur. Formó parte de una dinastía de boticarios en Kronberg im Taunus. Neubronner fue boticario de la corte de Kaiserin Friedrich, inventó el método del fotógrafo de palomas para la fotografía aérea, fue uno de los primeros aficionados al cine en Alemania y fundó una fábrica de cintas adhesivas. Después de su muerte, la compañía fue dirigida durante 70 años por su hijo Carl Neubronner (13 de enero de 1896 - 19 de noviembre de 1997).  

## Niñez y adolescencia
Desde la adolescencia, Julius Neubronner fue un apasionado fotógrafo aficionado. En 1865 encontró una cámara para el sistema Talbot que su padre había construido por su cuenta poco después de la invención de la fotografía. Todos los experimentos con la cámara obsoleta fallaron, y junto con un amigo, el niño compró secretamente otra cámara a crédito.
Neubronner recibió inicialmente su educación en casa, junto con dos hermanas. Su padrino Julius Löwe operaba un laboratorio químico en Frankfurt y, desde 1864, el niño de doce años asistió al gimnasio en esa ciudad. Después de tres años se mudó a Weilburg, donde recibió el mittlere Reife. Después de un año de aprendizaje en la farmacia de su padre, asistió al Royal Realgymnasium en Wiesbaden. Cumplió sus deberes militares al menos parcialmente en la provincia de Hannover. En 1873 terminó su aprendizaje como asistente de boticario en una farmacia en Berlín, seguido de tres años prácticos en farmacias en Bendorf, Frankfurt, Hannoversch-Münden y Nyon. En Nyon entró en contacto con la estereoscopia.
Desde 1876, Neubronner estudió farmacia en Gießen, donde se unió a la Akademisch-Naturwissenschaftlicher Verein (ahora un Burschenschaft). Poco después de su examen farmacéutico en 1877, comenzó a estudiar química en Berlín en 1878, pero pronto cambió a Heidelberg, donde recibió su doctorado en 1879.

## Farmacia y fábrica.
En 1886, Julius Neubronner se hizo cargo de la farmacia en Kronberg de su padre. En 1887 compró un importante edificio histórico conocido como Streitkirche ("Iglesia de la Disputa"). Planeada como una iglesia católica en la ciudad protestante de Kronberg, pero nunca inaugurada, había sido objeto de un conflicto notable. Después de las modificaciones necesarias (el edificio había sido utilizado anteriormente como posada), la familia y la farmacia podrían mudarse al edificio en 1891.
Cuando el emperador Federico III murió en el Año de los Tres Emperadores en 1888 después de solo 99 días en el cargo, su viuda Victoria, la Princesa Real, conocida en Alemania como Kaiserin Friedrich, hizo construir a Schloss Friedrichshof como su nueva residencia en el bosque cerca de Kronberg. Neubronner ahora obtuvo el rango de un boticario de la corte.
Wilhelm Neubronner había utilizado el puesto de palomas para la entrega rápida de recetas, pero había dejado la práctica después de unos años, cuando las aldeas vecinas recibían sus propias farmacias. Inspirado por un informe de un periódico en 1902 que describía una práctica similar de un boticario en Boston y mostraba una falta de conciencia con respecto a los logros de su padre, Julius Neubronner retomó la práctica. Por correo de paloma, obtuvo productos químicos de urgencia de hasta 75 gramos (2.6 oz) de su mayorista en Frankfurt y le entregó medicamentos de urgencia al sanatorio de Falkenstein (Königstein im Taunus). El notable sanatorio, fundado en 1876 por Peter Dettweiler, fue reemplazado por un hogar de recreación para oficiales entre 1907 y 1909.
Entre 1903 y 1920, Neubronner grabó una serie de películas de aficionados que fueron restauradas por el Deutsches Filmmuseum entre 1994 y 1996 y posteriormente se publicaron en YouTube. El engorroso proceso de pegar fotografías de vidrio para presentaciones de la mecha mágica lo inspiró a inventar una forma de cinta adhesiva de papel, que él patentó. Para la producción y comercialización, fundó el Fabrik für Trockenklebematerial en 1905. Bajo el nombre de Neubronner GmbH & Co. KG, todavía existe y cuenta con alrededor de 80 empleados.
Vida privada y fotografía de palomas.
En 1886, Julius Neubronner se casó con Charlotte Stiebel (1865–1924). Su padre Fritz Stiebel (1824–1902) era un médico conocido en Frankfurt. Su abuelo materno fue Jacques Reiss (1807–1887), patrono y ciudadano honorario de Kronberg e iniciador principal del Cronberger Eisenbahn-Gesellschaft (Sociedad Ferroviaria de Kronberg).
Al igual que su padre, Julius Neubronner era amigo y patrocinador de un grupo de pintores notables con sede en Kronberg conocido como Kronberger Malerkolonie, cuyo museo ahora se encuentra en el primer piso de su casa. En 1907, se unió a la Senckenberg Nature Research Society.
En 1907, Neubronner presentó una patente para su invención de la fotografía aérea por medio de un fotógrafo de palomas; se le otorgó la patente en 1908. El invento le brindó notoriedad internacional luego de que lo presentó a una audiencia interesada en exposiciones internacionales en Dresde, Frankfurt y París en 1909–1911. Los espectadores en Dresde pudieron ver la llegada de las palomas mensajeras equipadas con cámara, y las fotos se desarrollaron de inmediato y se convirtieron en tarjetas postales que se podían comprar. En los Shows Aéreos de París de 1910 y 1911 recibió dos medallas de oro, por el método y por las fotografías. El invento se probó para vigilancia aérea militar en la Primera Guerra Mundial y más tarde, pero aparte de las menciones honoríficas en las enciclopedias (Meyers Konversations-Lexikon, Brockhaus Enzyklopädie) solo le causó gastos.
Sucesores.
Después de la muerte de Julius Neubronner en 1932, la farmacia permaneció en la familia Neubronner durante dos generaciones más. Primero fue administrado por Wilhelm Neubronner, quien escribió un libro sobre el deporte de las acciones de hielo y, en general, participaba en deportes locales y nacionales. Con su muerte en 1972, su hijo Kurt-Heinz Neubronner se hizo cargo de la farmacia, pero en 1995 se vendió.
La fábrica fue adquirida por el hijo más joven de Julius Neubronner, Carl Neubronner (13 de enero de 1896 - 19 de noviembre de 1997), quien la administró durante 70 años. En 1957 recibió la Cruz Federal del Mérito (1.ª clase), en 1966 hizo que el personal compartiera las ganancias de la compañía y participó activamente en una asociación de la industria. Carl Neubronner se hizo conocido por sus experimentos con aviones modelo: a la edad de 16 años desarrolló el "Raketoplan", un modelo de avión propulsado por cohetes, y el club nacional de aviones modelo de cohetes aún otorga el Premio anual Carl Neubronner. En 1984 se convirtió en ciudadano honorario de Kronberg. Desde 1987, la Fundación Deportiva Carl Neubronner apoya los deportes en Kronberg. Carl Neubronner se casó con Erika Neubronner (1923-2005). En abril de 1997 fundaron la Fundación Carl y Erika Neubronner, de orientación social.